# 시냅틱 (소프트웨어)
시냅틱 패키지 관리자(Synaptic Package Manager, 약칭 시냅틱)는 데비안 패키지 관리 시스템인 APT(Advanced Packaging Tool)의 그래픽 유저 인터페이스이자 프론트엔드 격의 컴퓨터 프로그램이다. 일반적으로 deb 패키지를 기반으로 한 시스템에서 이용하지만, RPM을 베이스로 한 시스템에서도 이용할 수 있다. 소프트웨어 패키지의 설치, 삭제 그리고 업그레이드 및 소프트웨어 저장소(software repository)를 추가할 수 있다.

## 기능
- 한 번에 복수의 패키지를 취급할 수 있다
- FTP/HTTP 사이트, 네트워크, 로컬 파일 시스템 같은 여러 개가 뒤섞여 있는 소프트웨어 저장소 지정
- 패키지 검색 도구
- 시스템의 대폭적인 업그레이드

## 역사
시냅틱 패키지 관리자의 개발은 Conectiva의 자금 원조를 받아 당시 직원이었던 Alfredo Kojima가 처음 시작하였다. 개발 배경에는 APT RPM의 연구 최종 단계인 apt-rpm의 작성에 의해 시작할 수 있었던 작업을 계속시키면서, APT용의 그래픽 프론트엔드를 Conectiva가 요청했던 것이다. 마침내 Conectiva의 설치 과정에서 사용되게 되었다. 또, Gustavo Niemeyer도 Conectiva에 재직 중 시냅틱 패키지 관리자의 개발에 참여했다. 현재는 Michael Vogt가 유지하고 있다.

## 같이 보기
- 스냅크래프트